# آرتور اشنابل
آرتور اشنابل (آلمانی: Artur Schnabel؛‏ ۱۷ آوریل ۱۸۸۲ – ۱۵ اوت ۱۹۵۱) نوازندهٔ پیانو و آهنگساز اهل اتریش با اصالتِ لهستانی بود. او از برجسته‌ترین نوازندگان پیانو در سدهٔ بیستم به‌شمار می‌رود و بیشتر به خاطر تفسیرهایش از آثار بتهوون و شوبرت مشهور است.